# 索菲娅·托鲁普
索菲娅·托鲁普（丹麥語：Sofia Thorup，1997年12月20日—），旧名索菲娅·谢尔盖耶芙娜·普罗斯维尔诺娃（俄语：Софья Сергеевна Просвирнова），来自列宁格勒州圣彼得堡，是一名俄罗斯女子短道速滑运动员。她在5岁至12岁间曾练习过花样滑冰，然而表现并不突出，于是她决定转项练习短道速滑，两三年后，她便入选了国家队。2016年，她成为了俄罗斯联邦武装力量的一员，并加入了莫斯科中央陆军体育俱乐部。截至2018年，她的军衔为中士。她的丈夫是丹麦速度滑冰运动员Viktor Hald Thorup，两人于2022年结婚。她也于2023年4月决定归化至丹麦。